# 사랑을 기다리며
《사랑을 기다리며》(영어: Waiting to Exhale)는 미국에서 제작된 포리스트 휘터커 감독의 1995년 로맨틱 코미디 드라마 영화이다. 휘트니 휴스턴, 앤절라 배싯, 로레타 더바인, 릴라 로숀 등이 출연하였다. 테리 맥밀런이 1992년에 발간한 동명 소설이 원작이며, 맥밀런과 로널드 배스가 각색하고 데버라 신들러 등이 제작에 참여하였다.
부유한 피닉스 교외를 배경으로, 절친한 네 중산층 흑인 여성 배너, 버니, 글로, 로빈이 각자 사랑을 찾기 위해 노력하는 과정을 그렸다. 1996년 제27회 NAACP 이미지상에서 휘트니 휴스턴과 앤절라 배싯이 영화 부문 여우 주연상 후보에, 로레타 더바인, 릴라 로숀이 여우 조연상 후보에 동시에 올랐으며 그중 배싯과 더바인이 수상에 성공하였다.

## 줄거리
배너는 유능한 텔레비전 제작자로, 유부남 애인 케네스가 아내와 헤어지고 자신에게 오길 기대했으나 그 믿음이 깨지자 차 버린다.
버니는 케이터링 사업에 대한 꿈을 접고 남편 존이 경영하는 회사 내조에만 헌신해 왔으나 존은 백인 경리 캐슬린을 위해 버니를 떠나겠다고 통보한다. 버니는 존의 차와 옷을 불태우고 남은 물건을 각각 1 달러에 판 뒤 비슷한 일을 겪은 민권 변호사 제임스를 만나 위로를 받는다. 존은 부부 공동 계좌에서 전액을 인출해 보복하지만 결국 버니는 이혼 합의금을 넉넉히 받는다.
로빈은 회사 중역이며, 유부남인 러셀의 오랜 정부이다. 로빈은 러셀의 아이를 임신하지만 혼자서 아이를 키우기로 한다.
글로는 미용실 주인이며, 전남편과의 사이에서 낳은 아이를 홀로 기르고 있다. 글로는 아직 마음이 남은 전남편이 게이라는 걸 알게 되는 한편 새 이웃 마빈에게 반한다.

## 출연진
- 휘트니 휴스턴 - 서배너 “배너” 잭슨 역
- 앤절라 배싯 - 버너딘 “버니” 해리스 역
- 로레타 더바인 - 글로리아 “글로” 매슈스 역
- 릴라 로숀 - 로빈 스토크스 역
- 그레고리 하인스 - 마빈 킹 역: 글로의 이웃.
- 데니스 헤이즈버트 - 케네스 도킨스 역: 배너의 유부남 애인.
- 마이클티 윌리엄슨 - 트로이 역: 로빈의 옛 연인.
- 마이클 비치 - 존 해리스 시니어 역: 버니의 남편.
- 도널드 페이존 - 터릭 매슈스 역: 글로의 아들.
- 리언 로빈슨 - 러셀 역: 로빈의 유부남 애인.
- 웬들 피어스 - 마이클 대븐포트 역: 로빈의 동료이자 하룻밤 상대.
- 제프리 D. 샘스 - 라이어널 역: 서배너의 새해 전야 데이트 상대.
- 재즈 레이콜 - 오니카 해리스 역: 버니와 존의 딸.
- 브랜던 해먼드 - 존 해리스 주니어 역: 버니와 존의 아들.
- 케니아 무어 - 데니즈 역: 배너를 라이벌로 여기는 라이어널의 친구.
- 켈리 프레스턴 - 캐슬린 역: 존의 경리.
- 웨슬리 스나이프스 - 제임스 휠러 역: 민권 변호사.
- 잔카를로 에스포시토 - 데이비드 매슈스 역: 글로의 전남편이자 터릭의 아버지.

## 기타 제작진
- 미술: 데이비드 그로프먼
- 의상: 주디 L. 러스킨
- 사운드트랙 참여: 휘트니 휴스턴, 어리사 프랭클린, 패티 러벨, 샤카 칸, 토니 브랙스턴, 메리 J. 블라이지, TLC, SWV, 페이스 에번스